# Tèmnaoré
Tèmnaoré är en ort i Burkina Faso.   Den ligger i provinsen Province du Bam och regionen Centre-Nord, i den centrala delen av landet, 120 km norr om huvudstaden Ouagadougou. Tèmnaoré ligger 356 meter över havet och antalet invånare är 2 342.
Terrängen runt Tèmnaoré är platt, och sluttar norrut. Närmaste större samhälle är Horé, 18,0 km söder om Tèmnaoré.
Trakten runt Tèmnaoré består i huvudsak av gräsmarker. Runt Tèmnaoré är det ganska tätbefolkat, med 129 invånare per kvadratkilometer.